# Ordem de São Basílio Magno
Ordem de São Basílio Magno (em latim: Ordo Sancti Basilii Magni; em ucraniano: Чин свято́го Васи́лія Вели́кого), conhecida também como Ordem Basiliana de São Josafat é uma ordem religiosa monástica de direito pontifício presente em muitos países e cuja igreja mãe está em Roma, Itália. 
Seus monges, padres e irmãos, trabalham primordialmente com os católicos ucranianos de rito bizantino e estão presentes na Europa e na América. Suas letras pós-nominais são OSBM ou ЧСВВ.
Os monges basilianos desempenharam um papel importante na disseminação do cristianismo na Rus' de Kyiv. Com a União de Brest entre a Igreja Rutena e a de Roma, o metropolita José Veliamin Rutskyj e o bispo Josafat Kuntsevych reformaram o monasticismo segundo o modelo das ordens religiosas ocidentais e promoveram a união dos mosteiros sob a liderança de um protoarquimandrita.
O Papa Urbano VIII aprovou a ordem com o decreto Exponi Nobis, em 20 de agosto de 1631.
Após a partilha da Polônia, a ordem sofreu muito devido às perseguições czaristas e às supressões josefinas: o Papa Leão XIII, em 1882, promoveu a reforma da ordem, confiando-a aos jesuítas da província da Galícia.
O Papa Pio XII aprovou as novas constituições da ordem com uma bula em 14 de junho de 1954.

## História

### As origens do monasticismo ruteno
Os mosteiros desempenharam um papel importante nos séculos X e XI na disseminação do cristianismo entre a população da Rus' de Kyiv, que se estendia pelo que hoje é denominado Ucrânia, Bielorrússia e grande parte da Rússia. O principal centro monástico da região foi a Pecherska Lavra, fundada por volta de 1050 pelos santos Antônio e Teodósio.
Após o colapso do Principado de Kyiv e a devastação de sua capital pelos mongóis por volta de 1240, o monasticismo continuou a se desenvolver nas regiões da Galícia, Volínia e Bielorrússia. Após 1482, os metropolitas de Kyiv transferiram sua sede para Vilnius, onde surgiram outros centros de vida monástica, como o Mosteiro da Santíssima Trindade.

### A união dos mosteiros
Em 1595, a Igreja de Kyiv retornou à comunhão com a de Roma. O Metropolita José Rutskyj e Josafat Kuntsevych, Arcebispo de Polotsk, reorganizaram a vida monástica seguindo o modelo das ordens religiosas ocidentais e promoveram a união de vários mosteiros das eparquias de Kyiv e Polotsk em uma ordem centralizada, tendo como sede principal o Mosteiro da Santíssima Trindade de Vilnius.
Outros mosteiros, já existentes ou recém-fundados, nas terras ucranianas e bielorrussas da Comunidade Polaco-Lituana, logo se juntaram a esse núcleo original.
O Metropolita Rutskyj concedeu aos mosteiros da ordem constituições baseadas na Regra de São Basílio Magno: o superior geral teria o título de protoarquimandrita, e capítulos gerais seriam celebrados a cada quatro anos. A Congregação de Propaganda Fide aprovou essas constituições por decreto em 4 de outubro de 1624, e o Papa Urbano VIII as confirmou com o decreto Exponi nobis em 20 de agosto de 1631.

### A consolidação da Ordem
A Ordem sempre desfrutou de grande prestígio, e no Sínodo de Zamost em 1720, estabeleceu-se que os bispos rutenos seriam escolhidos entre seus membros, e o protoarquimandrita e seus conselheiros estariam presentes em sua eleição.
Na metade do século XVIII, a Ordem contava com mais de 1180 monges e 180 mosteiros organizados em duas províncias (da Santíssima Trindade, na Lituânia e da Proteção da Bem-Aventurada Virgem, na Ucrânia). A partir de 1742, o Papa Bento XIV reorganizou a Ordem: as províncias seriam lideradas por proto-hegúmenos eleitos por um quadriênio pelos capítulos provinciais e confirmados pelo protoarquimandrita, eleito por oito anos pelo capítulo geral e que tinha sua sede em Roma, na Igreja dos Santos Sérgio e Baco.
Os basilianos rutenos dedicavam-se à educação (seus colégios cresceram significativamente após a expulsão dos jesuítas da Polônia), à atividade editorial (publicação de livros litúrgicos), à pregação de missões populares e ao cuidado de santuários, como os de Zirowice e Pochaiv.

### A decadência
Em 1773, os basilianos eram 1280 (sem contar noviços), mas a Ordem sofreu graves consequências com a partilha da Polônia e a russificação forçada dos povos ucraniano e bielorrusso pelo regime czarista: em 1705, Pedro I fez exterminar a comunidade basiliana de Polotsk (ele mesmo matou pessoalmente três monges); Catarina II dissolveu três das quatro províncias da Ordem; sob Alexandre I, em 1804, foi abolido o cargo de de protoarquimandrita; Nicolau I suprimiu numerosos mosteiros, cedeu outros aos monges ortodoxos e transformou outros em prisões para confessores do primado romano. Os últimos cinco mosteiros basilianos existentes no Império Russo, da Eparquia de Chełm, foram suprimidos entre 1864 e 1872.
Dos 44 mosteiros basilianos da província da Galícia, que após a partilha da Polônia passou para o Império Austro-Húngaro, apenas 14 sobreviveram às supressões de José II: o imperador, além disso, reduziu a possibilidade de receber noviços e concedeu aos bispos uma considerável interferência nos assuntos internos dos mosteiros.

### A restauração da Ordem
Os basilianos na Galícia, em 1882, foram reduzidos a 60: isso levou o Papa Leão XIII a intervir na corte austríaca (carta apostólica Singulare Praesidium de 12 de maio de 1882) e a iniciar, com a ajuda dos jesuítas, a restauração da Ordem.
O monge basiliano Andrey Sheptytsky, metropolita de Lviv, foi o protagonista do renascimento da Igreja Católica Ucraniana: ele favoreceu a reforma do ramo feminino da Ordem, a fundação das Irmãs Servas de Maria Imaculada, o envolvimento dos basilianos na assistência aos imigrantes ucranianos que foram para as Américas e seu emprego na direção do Colégio Pontifício de São Josafat em Roma.
A retomada da Ordem sofreu uma interrupção devido à Primeira Guerra Mundial e à deportação de Sheptytsky e de muitos monges para a Sibéria. A Ordem voltou a se expandir após o conflito e a se consolidar na Ucrânia, Hungria, Iugoslávia, Romênia, Canadá, Estados Unidos, Argentina e Brasil, mas a ascensão ao poder do regime soviético levou à dissolução das províncias da Galícia e da Transcarpátia e à deportação de muitos monges (os bispos basilianos Josafat Kotsylovsky, de Przemyśl, e Paulo Pedro Goidych, de Prešov, morreram na prisão).
Os basilianos também desapareceram da Romênia, da Checoslováquia e da Hungria, enquanto enfrentaram grandes restrições na Polônia e na Iugoslávia.
As constituições elaboradas após a restauração da Ordem promovida pelo Papa Leão XIII foram aprovadas pela Congregação pro negotiis Ritus Orientalis em 1º de junho de 1886 e depois pelo Papa Pio X em 29 de fevereiro de 1909.
Após a reforma da legislação monástica estabelecida pelo Papa Pio XII com o motu proprio Postquam Apostolicis em 9 de fevereiro de 1952, as constituições foram revisadas e aprovadas pela bula Divus Basilius Magnus em 14 de junho de 1954.

## As três personalidades carismáticas da Ordem
A Ordem Basiliana de São Josafat foi edificada sobre o fundamento do patrimônio espiritual de São Basílio Magno (329-379), mas a sua organização como Ordem religiosa ela deve ao metropolita de Kyiv, José Veliamin Rutskyj (1574-1637) e ao santo hieromártir Josafat Kuntsevych (1580-1623), o qual, pela sua espiritualidade e sua obra de apostolado orientada à união dos cristãos, imprimiu um claro rumo para a criação desta instituição.
Essas três personalidades marcaram a Ordem e a sua identidade espiritual conferiu a ela três elementos constitutivos: a vida em comunidade, o trabalho apostólico e a ação orientada à união dos cristãos.

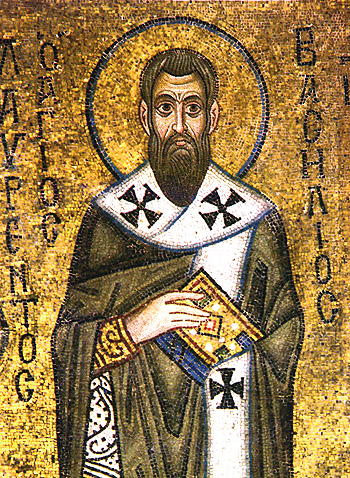
São Basílio Magno
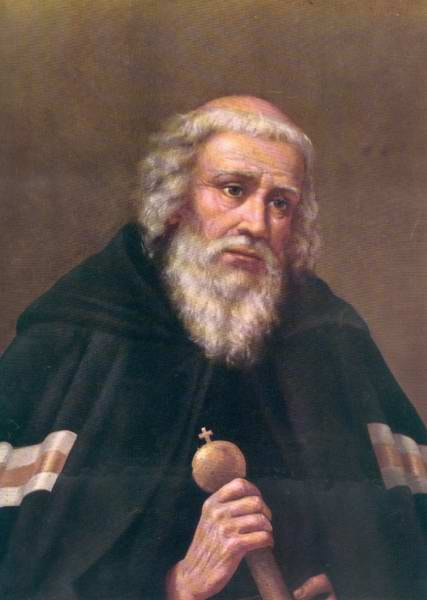
Metropolita José Rutskyj
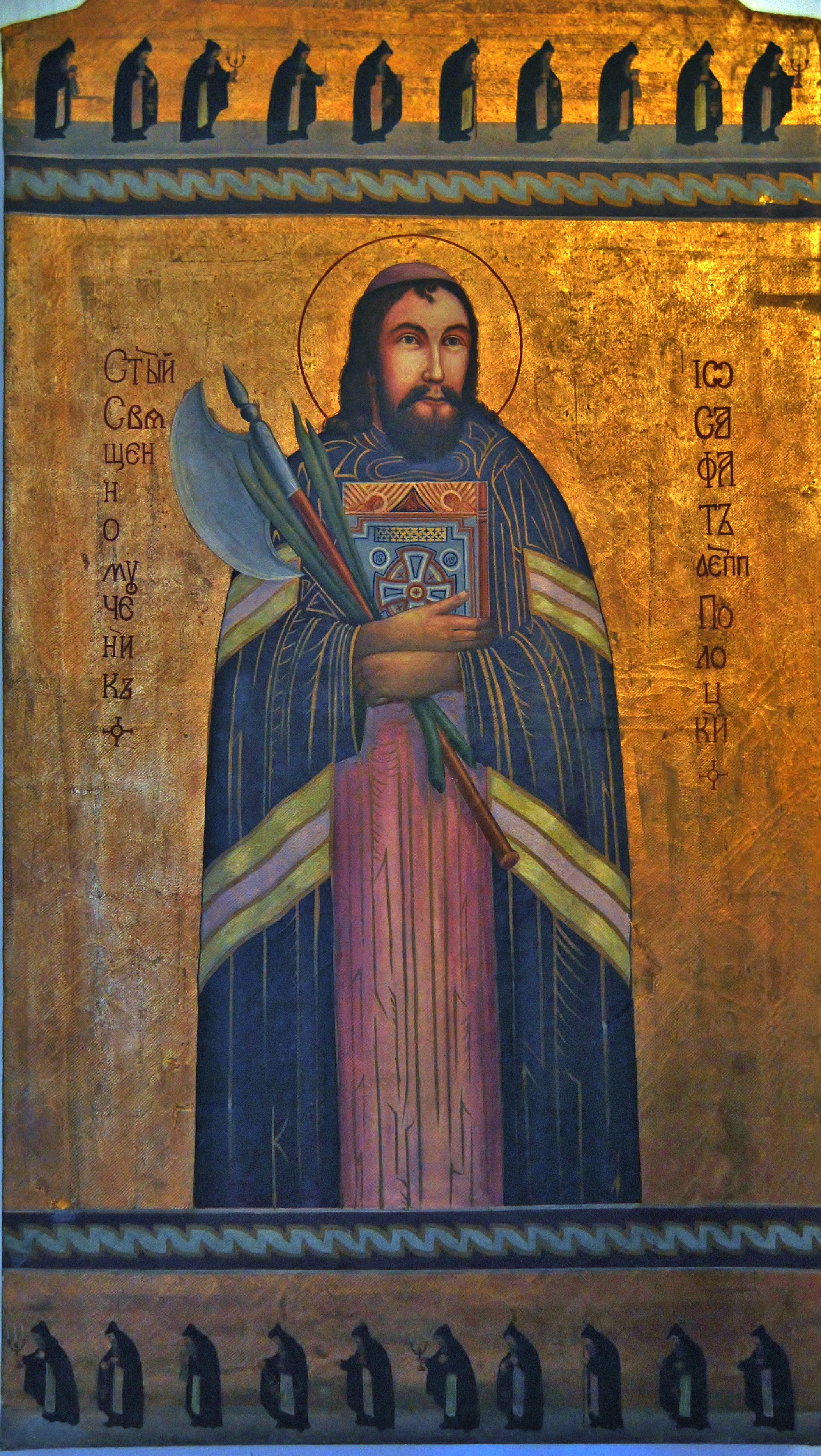
Josafat Kuntsevych

### São Basílio Magno e a vida comunitária
As Regras e as obras do nosso santo Padre Basílio impuseram à vida em comunidade uma estruturação concreta e orientaram os monges para o serviço à Igreja. De acordo com São Basílio, a perfeição monástica se realiza na comunidade, que é imitação do estilo de vida dos cristãos da Igreja primitiva. Tal vida comunitária é uma das formas de vocação divina para realizar o serviço do anúncio do Reino de Deus na terra.
O verdadeiro critério desse estilo de vida é o cumprimento dos mandamentos de Deus e da doutrina da Sagrada Escritura e a total submissão à autoridade da Igreja. Cada basiliano é chamado a fazer a oferenda de si mesmo em nome de seus coirmãos, renunciando à vontade própria, a fim de melhor servir ao próximo no espírito da caridade fraterna. O monge não vive para si mesmo, mas para o bem de seus irmãos. O carisma particular de cada monge torna-se um enriquecimento para toda a comunidade. Na comunidade é mais fácil cumprir os mandamentos de Deus, praticar o amor ao próximo, viver o combate espiritual, buscar a perfeição por meio da prática das virtudes evangélicas. O Espírito Santo une os corações dos irmãos em Nosso Senhor, Jesus Cristo, e com os seus dons sustenta e santifica a comunidade.
Nas suas 80 Regras Morais, São Basílio recolhe cerca de 1500 citações da Sagrada Escritura, as quais se tornaram também a base das suas 55 Regras Extensas e 318 Regras Breves. Em todas as regras de Basílio, e também nas suas cartas e outras obras, verificamos um equilíbrio que revela a harmonia que deve existir entre a vida de oração e o trabalho da comunidade monástica, sob a guia de um superior.
São Basílio, como todos os grandes santos, oferecendo respostas a questões espirituais de seu tempo, responde às aspirações e problemas de todas as gerações monásticas posteriores. Suas Regras expressaram de maneira permanente a verdadeira essência do monaquismo.
O espírito do ensinamento de São Basílio, ilustrado por citações selecionadas de suas obras, é apresentado neste livro na unidade sob o título de “Ensinamentos do nosso santo Padre Basílio Magno”.

### Metropolita José Rutskyj e os inícios da nossa Ordem
O metropolita José Rutskyj desenvolve a concepção basiliana da vida comunitária na Ordem, introduzindo nos seus mosteiros uma disciplina única e os submete a um único superior. A nova Ordem reúne em si a espiritualidade do Oriente e a estrutura organizacional do Ocidente.
O Estatuto da Ordem reproduz na sua essência essa estrutura, desenvolvida pelo metropolita José e pelos seis primeiros Capítulos gerais, que aconteceram durante a sua vida, e também em outros posteriormente.
O metropolita José ampliou o papel dos basilianos na Igreja e na sociedade e favoreceu o desenvolvimento da ação pastoral, educacional e missionária na Igreja Oriental. De acordo com as suas instruções, os religiosos devem não só observar o regulamento no mosteiro, mas também serem santos, sábios, prontos a exercer toda e qualquer missão e estarem abertos às necessidades da Igreja e da sociedade.

### São Josafat e a união dos cristãos
A piedade de São Josafat constituiu um estímulo para a disciplina e para o espírito monástico, favorecendo de maneira decisiva para a rápida difusão do monaquismo basiliano. A vida de São Josafat, como monge e posteriormente como bispo, transcorreu na oração e na pregação. A fonte da sua profunda espiritualidade foi a vida litúrgica, da qual ele hauria a força e as inspirações para o seu ministério apostólico. São Josafat rezava continuamente e tinha especial predileção pela oração litúrgica dentro da sua Igreja Oriental.
O grande anseio de São Josafat era a unidade de todos os cristãos, e por isso ele rezava continuamente: “Senhor, dai-nos a união!”, e pela união dos cristãos ofereceu a sua própria vida. Morreu como mártir no ano de 1623; no ano de 1643 foi proclamado beato e, em 1867, declarado santo.
No ano de 1932, a Sé Apostólica conferiu à Ordem a denominação: Ordem Basiliana de São Josafat, expressando o desejo para que os basilianos vivessem com a dedicação de São Josafat.

## O brasão da Ordem

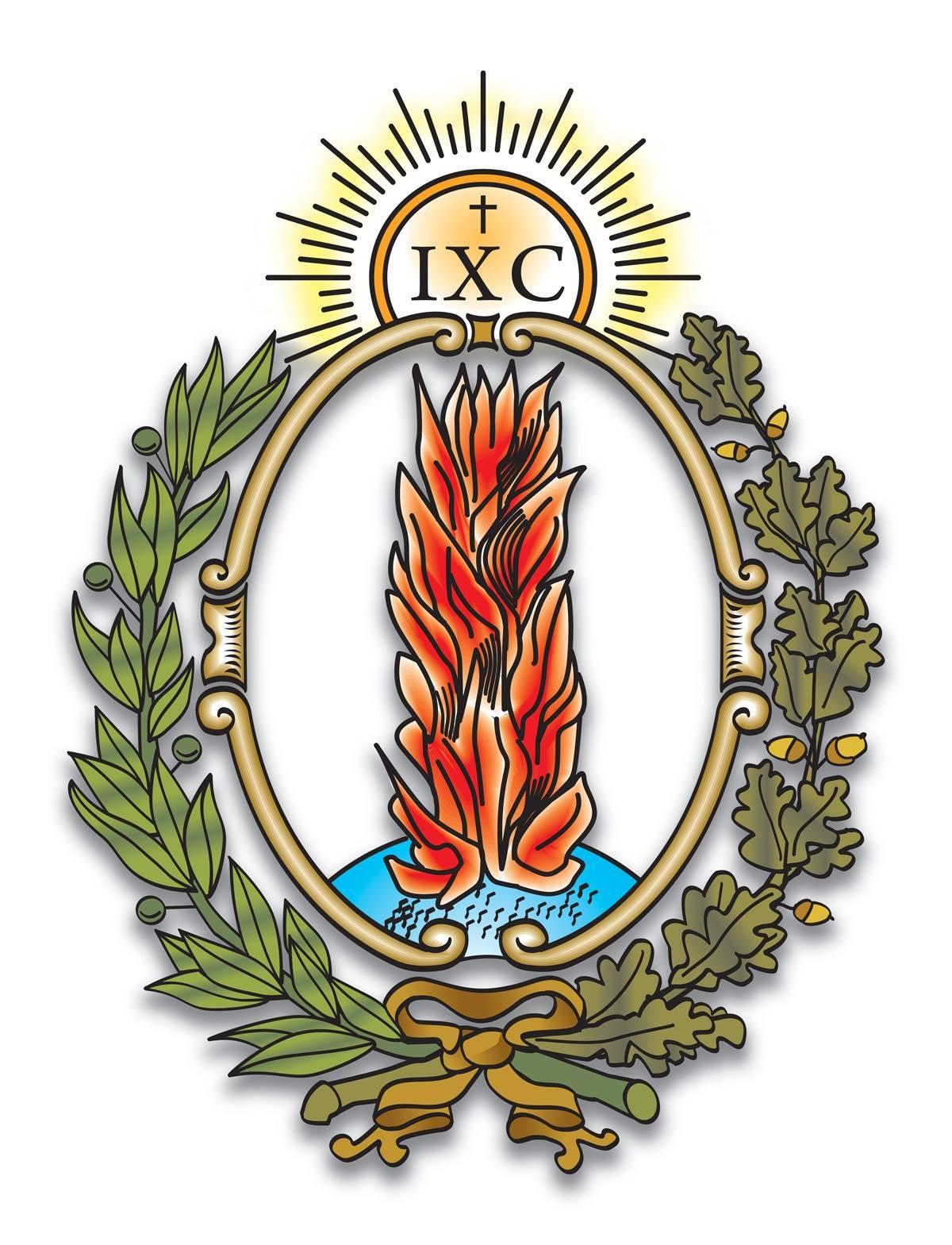
Brasão da Ordem de São Basílio Magno

O brasão basiliano compõe-se de uma coluna em chamas, emoldurada por uma íride, que representa a chama de amor, símbolo do serviço permanente a Deus e ao próximo. Acima da coluna em chamas é representado o sol com o monograma de Jesus Cristo, símbolo de nosso Salvador. No alto ressalta-se a cruz, que representa o convite a seguir a Cristo. O brasão é ladeado por uma coroa formada de dois ramos: à esquerda, o ramo de carvalho e à direita, o de louro. O ramo de carvalho representa a constância e a força no crescimento espiritual e no trabalho; o ramo de louro representa o galardão eterno para os vencedores no combate espiritual.

## O hábito monástico basiliano

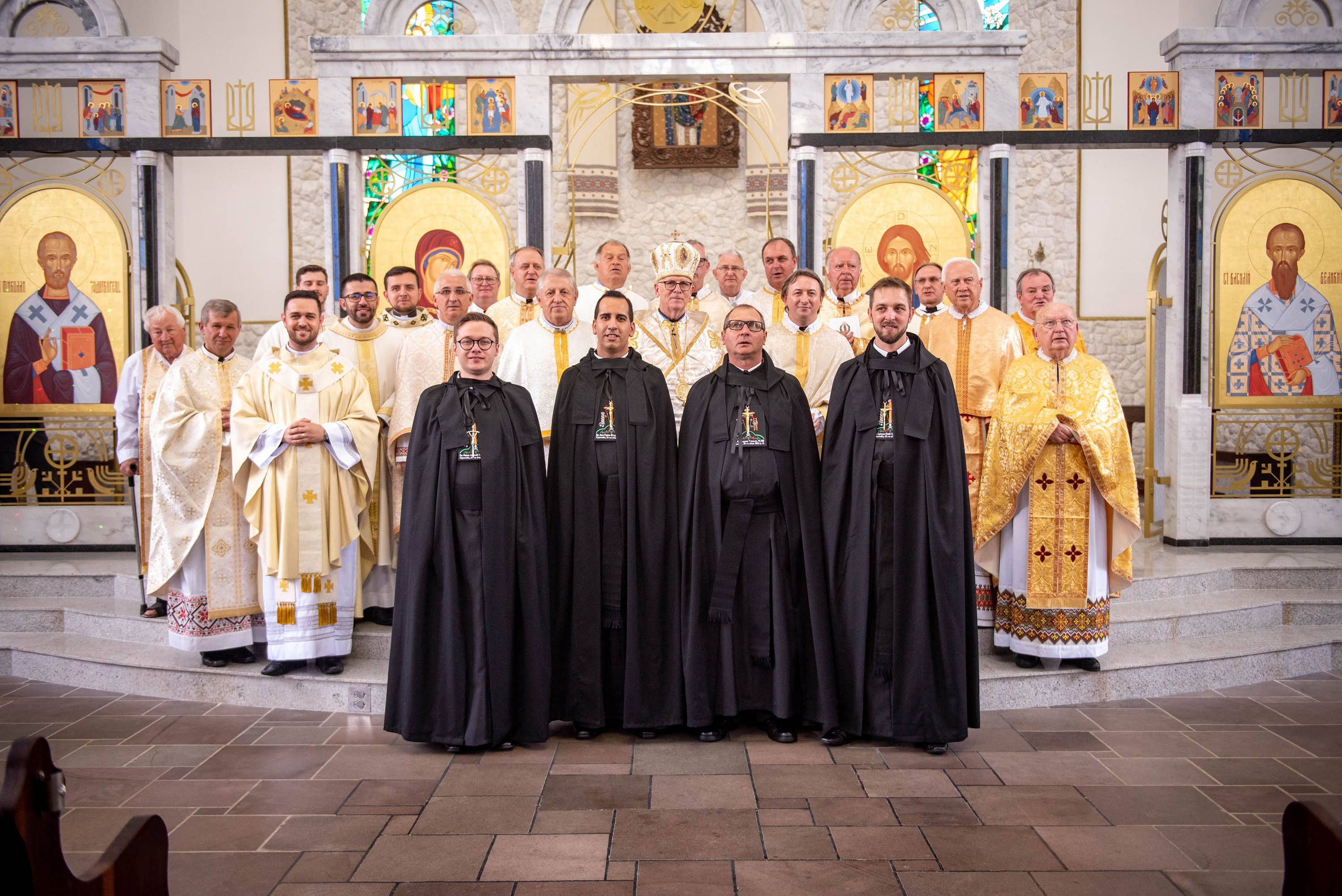
Celebração da profissão solene, na qual se pode ver o hábito basiliano completo.

O hábito basiliano, como “símbolo de consagração”, “sinal do testemunho e guardião da virtude”, se compõe de uma túnica de cor preta com colarinho branco, do cinto ou faixa, do manto, capuz, cruz peitoral e escapulário; e se distingue pela sua simplicidade e decoro.
Como a profissão solene é o complemento e a coroação da consagração do monge a Deus e seu acolhimento na comunidade monástica, e porque uma parte das peças e objetos ele já recebeu na vestição (túnica de cor preta com colarinho branco, cinto e capuz), quando iniciou o noviciado, lhe são entregues então os itens que lhe faltam e que são próprias da Ordem quando da profissão solene: o paramanto, a cruz peitoral, o manto e a vela acesa.
O paramanto: o basiliano recebe em sinal da total e solene consagração a Deus, veste da incorruptibilidade e pureza, para a perpétua recordação da tomada sobre si do bom jugo de Cristo, cujo peso é leve, e para a domínio de toda a concupiscência e das paixões.
A cruz peitoral: o basiliano recebe a insígnia da cruz do Senhor sobre o seu peito, para a perene lembrança dos padecimentos e humilhações, cuspes, afrontas e chagas, bofetadas, crucificação e morte de Nosso Senhor, Jesus Cristo, que de livre vontade padeceu por nós, para que estes nossos irmãos possam, segundo as suas forças, assemelhar-se a Ele.
O manto e o capuz: o basiliano reveste-se com a veste da salvação e com a armadura da justiça, para afastar as nefastas artimanhas de suas mentes e os embustes de suas vontades, e para que tenham sempre em mente a lembrança da morte e que estejam sempre prontos para praticar todas as virtudes cristãs.
Ao receber as insígnias da solene e plena consagração a Deus, cada basiliano se reveste da armadura de Deus, a fim de que possa vencer todas as forças e assédios dos princípios, dos poderes deste tempo e todo o espírito maligno.

## Basilianos notáveis
- São Josafat Kuntsevych - bispo e mártir. Foi beatificado pelo Papa Urbano VIII em 1643, canonizado pelo Papa Pio IX em 1867. Festa litúrgica: 12 de novembro.
- Beato Josafat Kotsylovsky - bispo e mártir. Foi beatificado pelo Papa João Paulo II em 27 de junho de 2001. Festa litúrgica: 27 de junho.
- Beato Paulo Pedro Goidych - bispo e mártir. Foi beatificado pelo Papa João Paulo II em 4 de novembro de 2001. Festa litúrgica: 17 de julho.
- Beato Severian Baranyk - padre e mártir. Foi beatificado pelo Papa João Paulo II em 27 de junho de 2001. Festa litúrgica: 27 de junho.
- Beato Iakym Senkivskyi - padre e mártir. Foi beatificado pelo Papa João Paulo II em 27 de junho de 2001. Festa litúrgica: 27 de junho.
- Beato Vitaliy Bairak - padre e mártir. Foi beatificado pelo Papa João Paulo II em 27 de junho de 2001. Festa litúrgica: 27 de junho.
- Servo de Deus Andrey Sheptytsky - confessor.
- Beata Josafata Hordashevska - co-fundadora da congregação das Irmãs Servas de Maria Imaculada, professora e missionária. Foi beatificada pelo Papa João Paulo II em 27 de junho de 2001. Festa litúrgica: 20 de novembro.

## Bispos basilianos brasileiros
Bispos da Ordem de São Basílio Magno brasileiros:
1. Dom José Romão Martenetz, OSBM (ucraniano que adquiriu a cidadania brasileira em 1935). Bispo-auxiliar do Ordinariato para os Fiéis de Ritos Orientais no Brasil (1958-1962). Exarca Apostólico do Brasil dos Ucranianos (1962-1971). Eparca de São João Batista em Curitiba dos Ucranianos (1971-1978).
2. Dom Efraím Basílio Krevey, OSBM. Bispo-coadjutor de São João Batista em Curitiba dos Ucranianos (1972-1978). Eparca de São João Batista em Curitiba dos Ucranianos (1978-2006).
3. Dom Volodêmer Koubetch, OSBM. Bispo-coadjutor de São João Batista em Curitiba dos Ucranianos (2004-2006). Eparca de São João Batista em Curitiba dos Ucranianos (2006-2014). Arquieparca de São João Batista em Curitiba dos Ucranianos (desde 2014).
4. Dom Dionísio Paulo Lachovicz, OSBM. Bispo da Cúria do Arcebispado Maior de Kyiv-Halych (2005-2009). Visitador apostólico dos fiéis católicos ucranianos de rito bizantino residentes na Espanha (2009-2016). Visitador apostólico dos fiéis católicos ucranianos de rito bizantino residentes na Itália (2009-2019). Delegado “ad omnia” do Exarcado Apostólico da Itália (2019-2020). Exarca Apostólico da Itália (desde 2020).
5. Dom Meron Mazur, OSBM. Bispo-auxiliar de São João Batista em Curitiba dos Ucranianos entre 2005-2014. Eparca da Imaculada Conceição em Prudentópolis dos Ucranianos desde 2014.

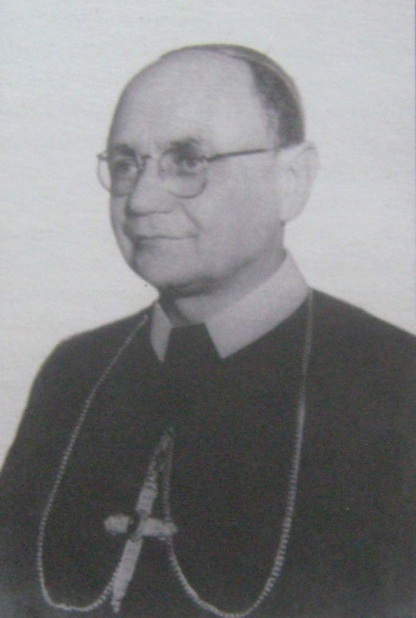
Dom José Romão Martenetz, OSBM
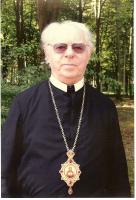
Dom Efraím Basílio Krevey, OSBM
Dom Volodêmer Koubetch, OSBM
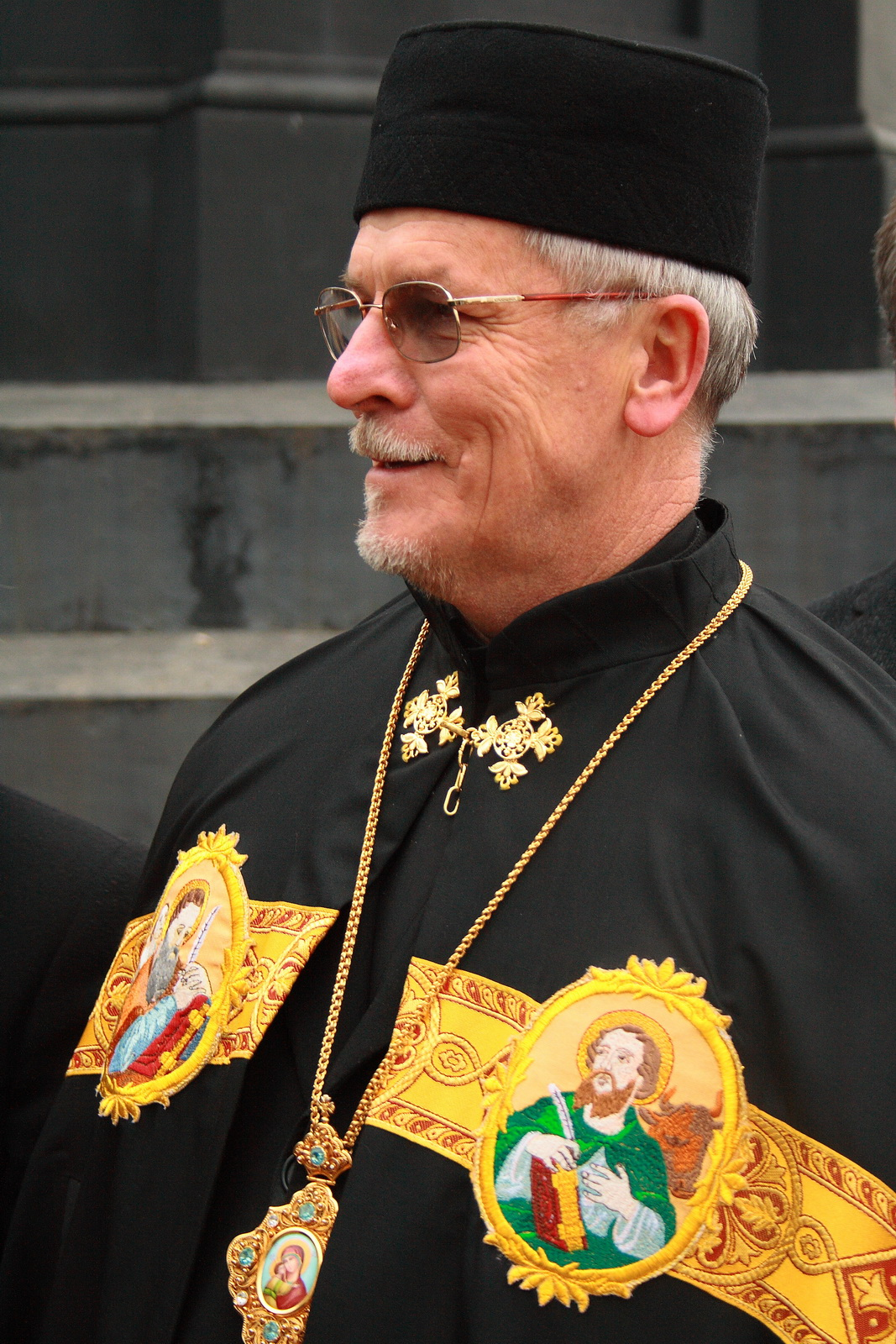
Dom Dionísio Paulo Lachovicz, OSBM
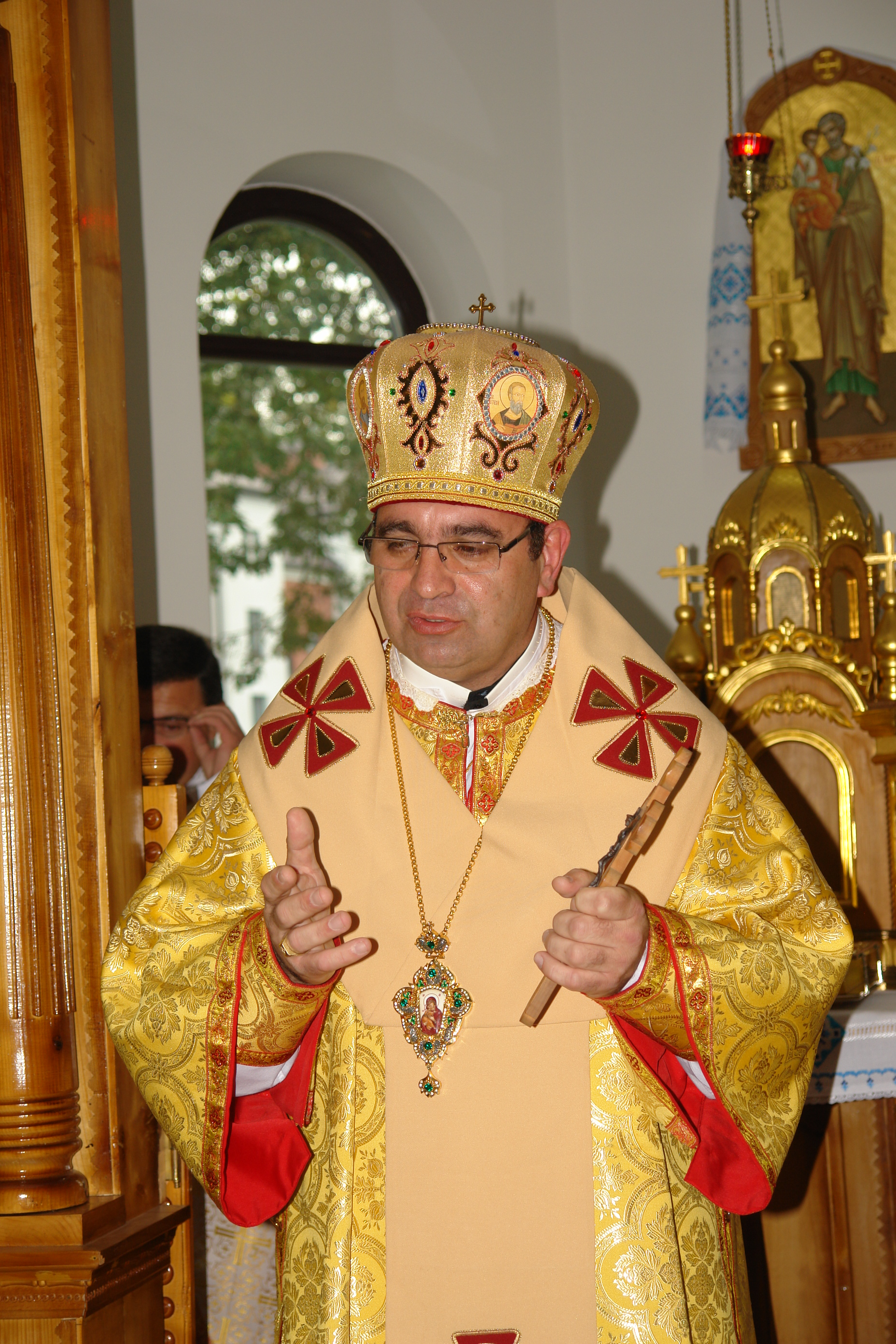
Dom Meron Mazur, OSBM

## Áreas de Atividade
Desde a reforma do metropolita Josyf Rutsky, o objetivo tradicional da Ordem Basiliana tem principalmente as três seguintes áreas de atividade: Pastoral-Missionária, Educação da Juventude e Imprensa.
A Educação da Juventude é expressa no Brasil, principalmente, por meio da Faculdade São Basílio Magno (FASBAM), localizada em Curitiba, que, em 2023, recebeu o conceito máximo 5 atribuído pelo Ministério da Educação (MEC).

## Lista de Protoarquimandritas da Ordem de São Basílio Magno
Protoarquimandritas da Congregação da Santíssima Trindade (1617—1743)
1. Josyf Veliamyn Rutsky (1617—1626), metropolita
2. Rafael Nicolau Korsak (1626—1640), hieromonge, bispo, metropolita
3. Anastácio Antônio Seliava (1642—1655), metropolita
4. Benedito Terletskyj (1656—1661), superior provincial com direitos de protoarquimandrita
5. Tiago Ivan Sucha (1661—1666), bispo
6. Gabriel Iuri Kolenda (1667—1674), metropolita
7. Pacômio Ohilevytch (1675—1679)
8. Estefano Martychkevytch-Busyns'kyj (1679—1686)
9. Josyf Pietkevytch (1686—1690)
10. Simeão Orrurtsevytch (1690—1698)
11. Joaquim Kuchelytch (1698—1703)
12. Leo Lucas Kychka (1703—1713), bispo a partir de 1711
13. Basílio Protsevytch (1713—1717)
14. Maximiliano Vitryns'kyj (1717—1719)
15. Antônio Zavads'kyj (1719—1723)
16. Maximiliano Vitryns'kyj (1723—1724)
17. Antônio Zavads'kyj (1724—1726)
18. Cornélio Stolpovyts'kyj-Lebets'kyj (1726—1730)
19. Antônio Tomylovytch-Lebets'kyj (1730—1736)
20. Basílio Polatylo (1736—1743)

Protoarquimandrita da Congregação Nossa Senhora do Patrocínio
1. Patrick Zhyravs'kyj (1739—1743)

Protoarquimandritas da Ordem (1743—1804)
1. Policarpo Myhunevytch (1743—1747)
2. Hípato Iuri Bilyns'kyj (1747—1751)
3. Heráclito Lissans'kyj (1751—1759)
4. Hípato Iuri Bilyns'kyj (1759—1771)
5. Porfírio Skarbek-Vazhyns'kyj (1772—1780)
6. Josyf Ivan Morhulets' (1780—1786)
7. Yerotej Ivan Kortchyns'kyj (1786—1788), vigário geral
8. Porfírio Skarbek-Vazhyns'kyj (1788—1790)
9. Maximiliano Vil'tchyns'kyj (1790—1793), vigário geral com título de protoarquimandrita
10. Atanásio Fal'kovs'kyj (1793—1802), vigário geral com título de protoarquimandrita
11. Yust Husakovs'kyj (1802—1804)

Protoarquimandritas da Ordem Basiliana de São Josafat (desde 1931)
1. Dionísio Demétrio Tkatchuk (1931—1944), arquimandrita
2. Dionísio Demétrio Holovets'kyj (1944—1946), vigário geral
3. Hlib Gregório Kinakh (1946—1949), vigário geral
4. Teodósio Tito Halustchyns'kyj (1949—1952), arquimandrita
5. Paulo Pedro Mys'kiv (1953—1963), protoarquimandrita
6. Atanásio Gregório Velykyj (1963—1976)
7. Isidoro Ivan Patrylo (1976—1996)
8. Dionísio Paulo Lachovicz(1996—2004)
9. Basílio Koubetch (2004—2012)
10. Genésio Viomar (2012—2022)
11. Robert Roman Lisseiko (desde julho de 2022)

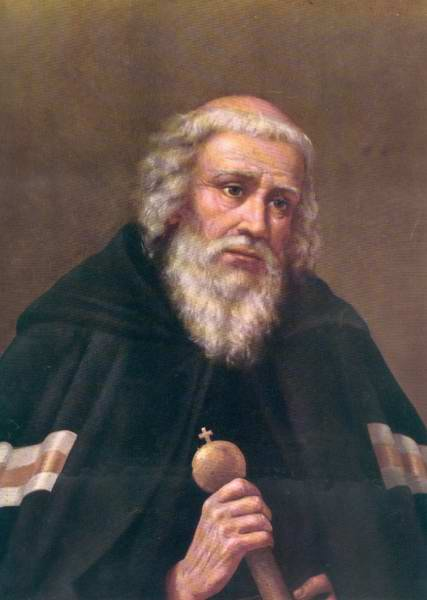
Josyf Veliamyn Rutsky
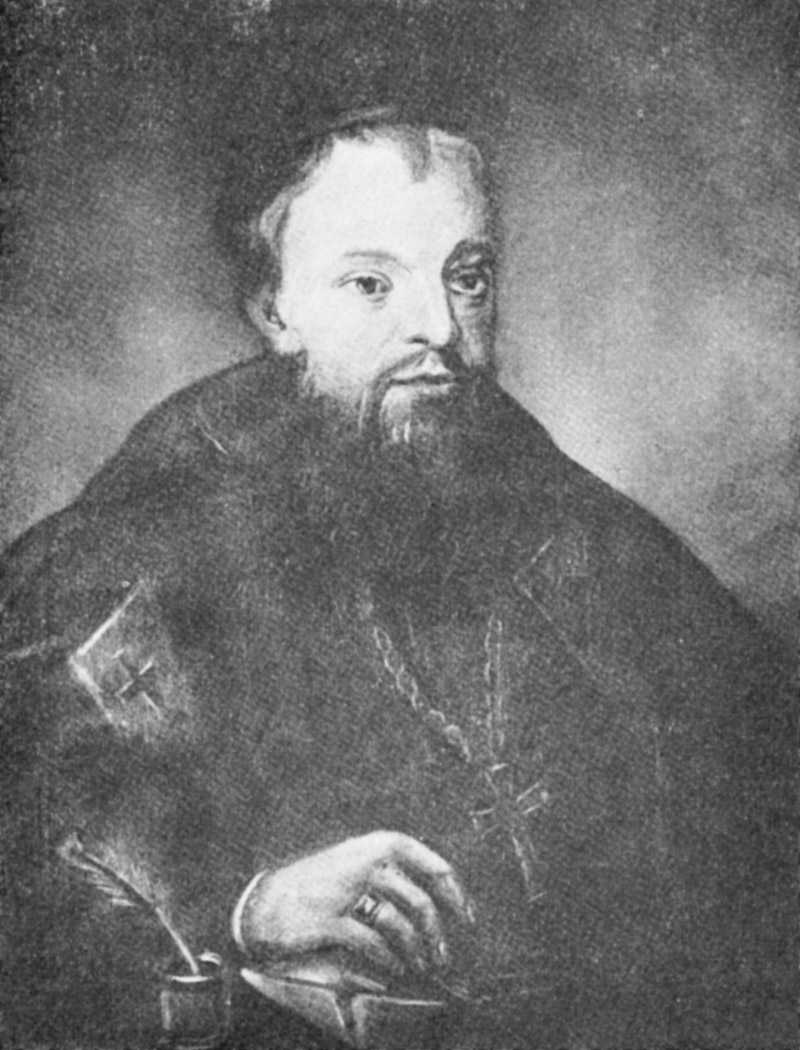
Rafael Nicolau Korsak
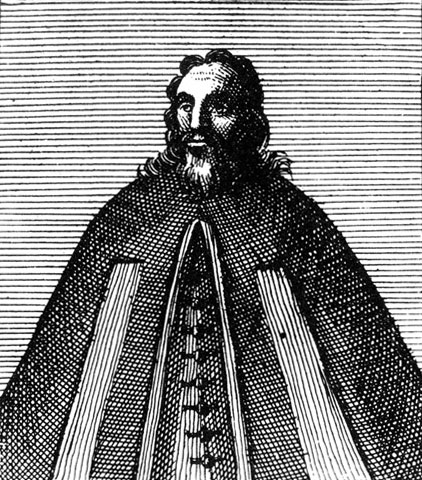
Anastácio Antônio Seliava
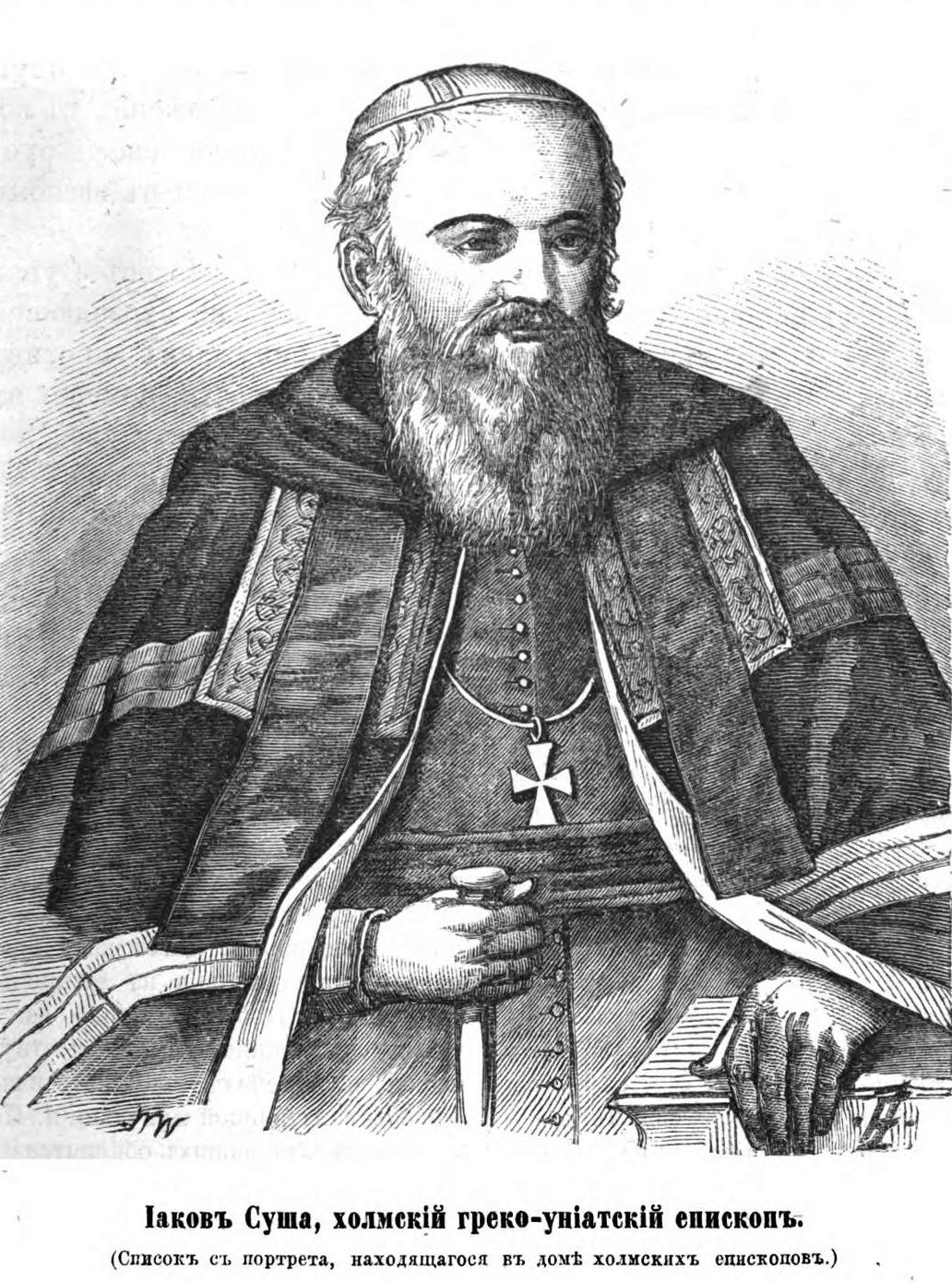
Tiago Ivan Sucha
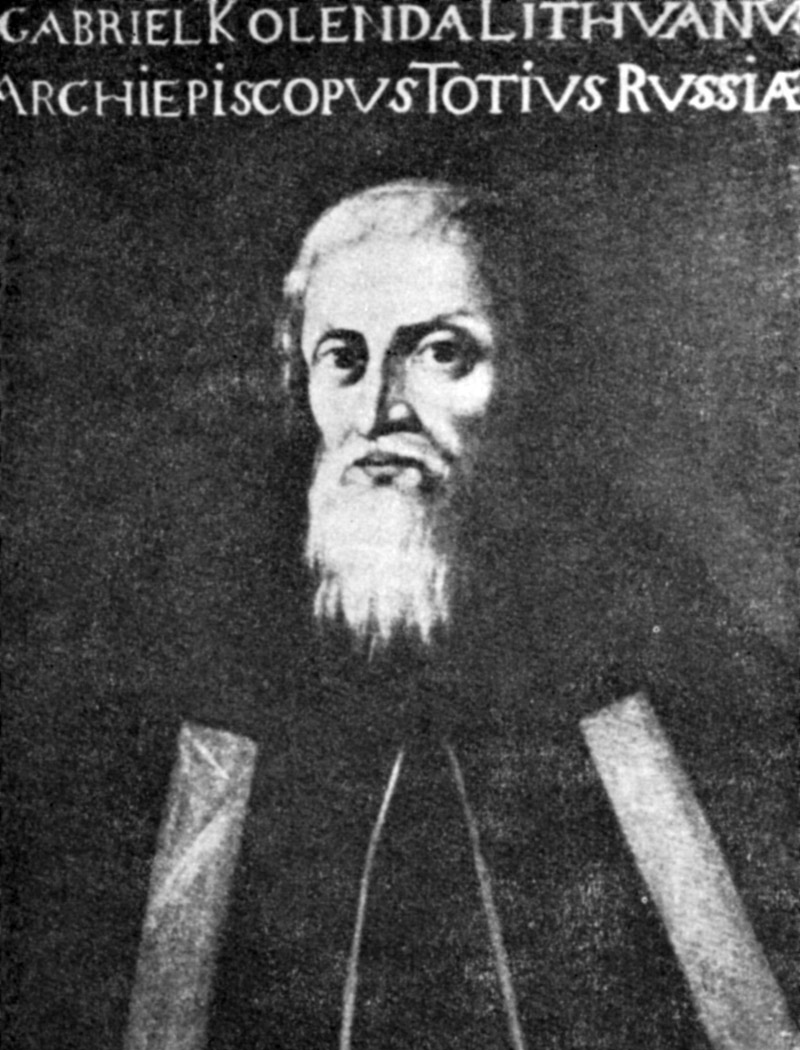
Gabriel Iuri Kolenda
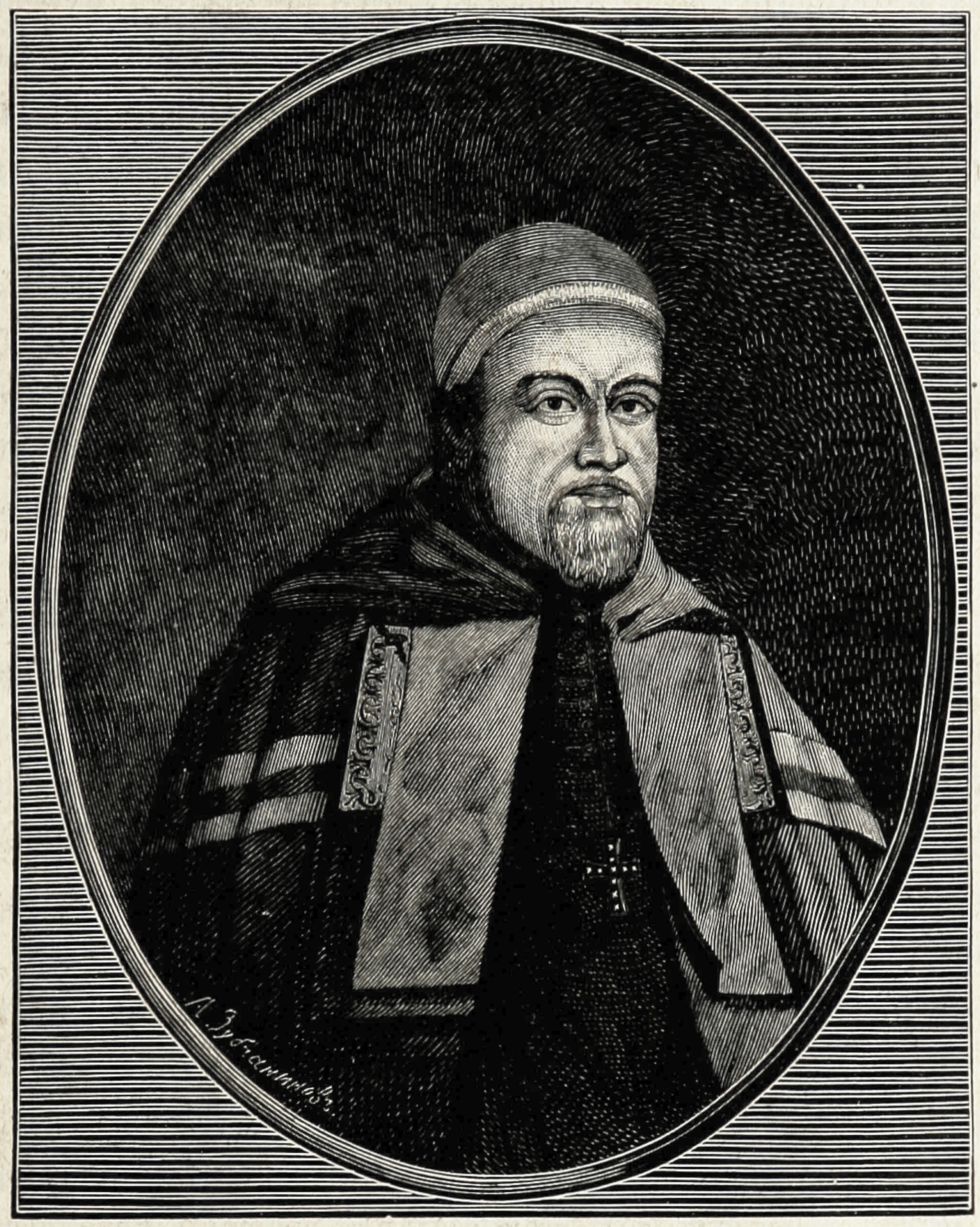
Leo Lucas Kychka
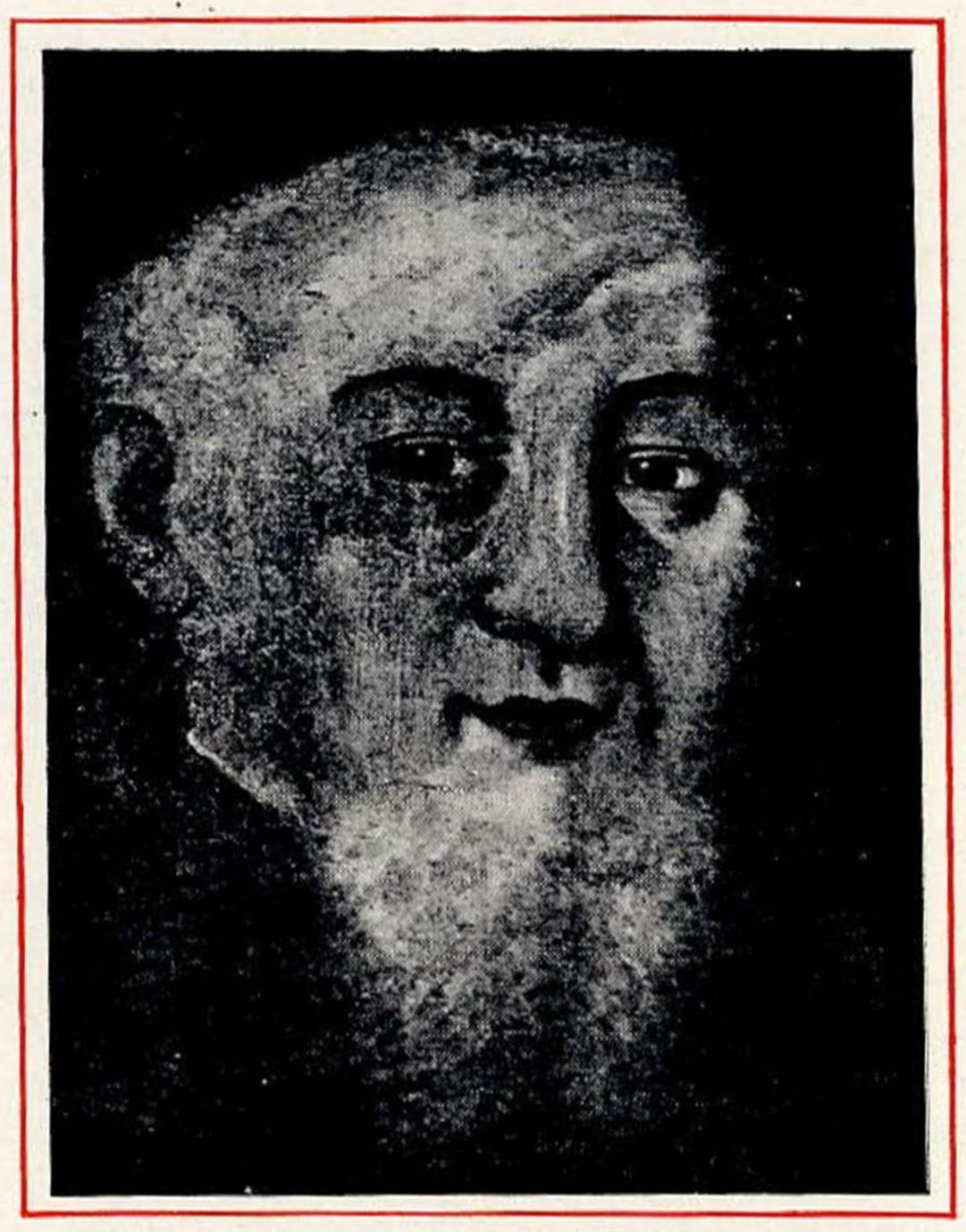
Hípato Iuri Bilyns'kyj
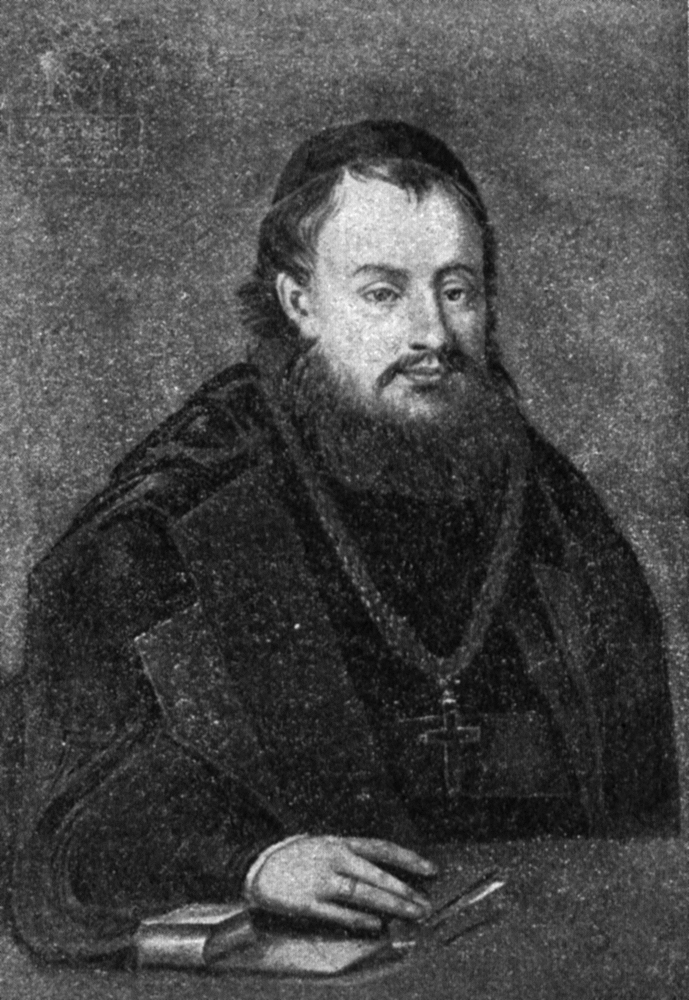
Porfírio Skarbek-Vazhyns'kyj
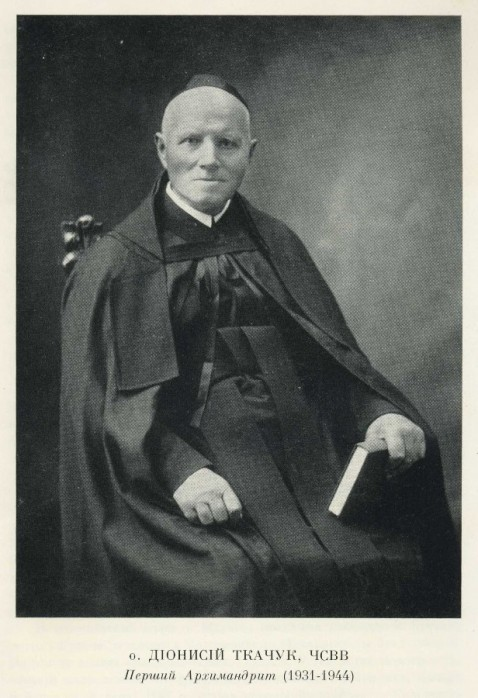
Dionísio Demétrio Tkatchuk
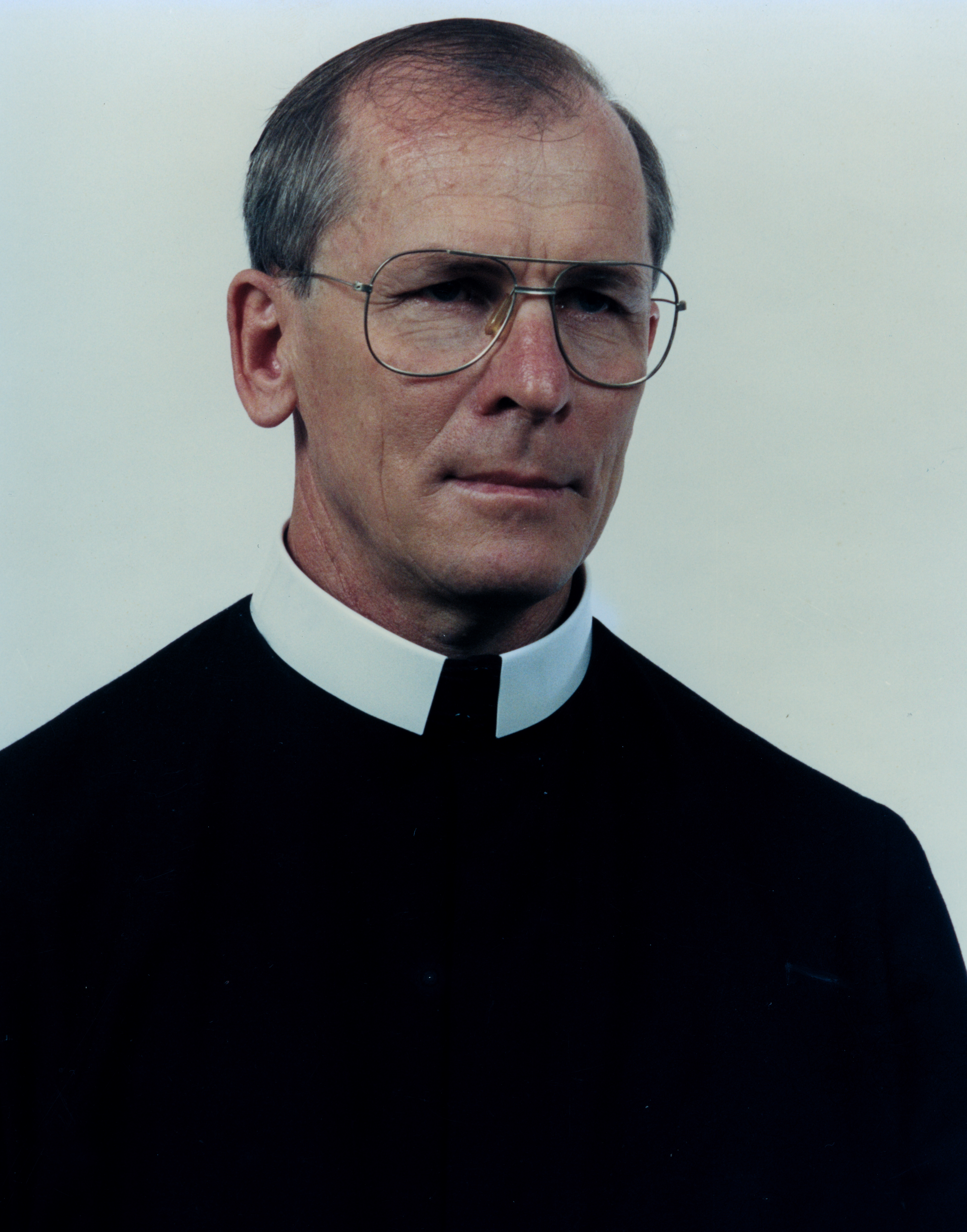
Dionísio Paulo Lachovicz
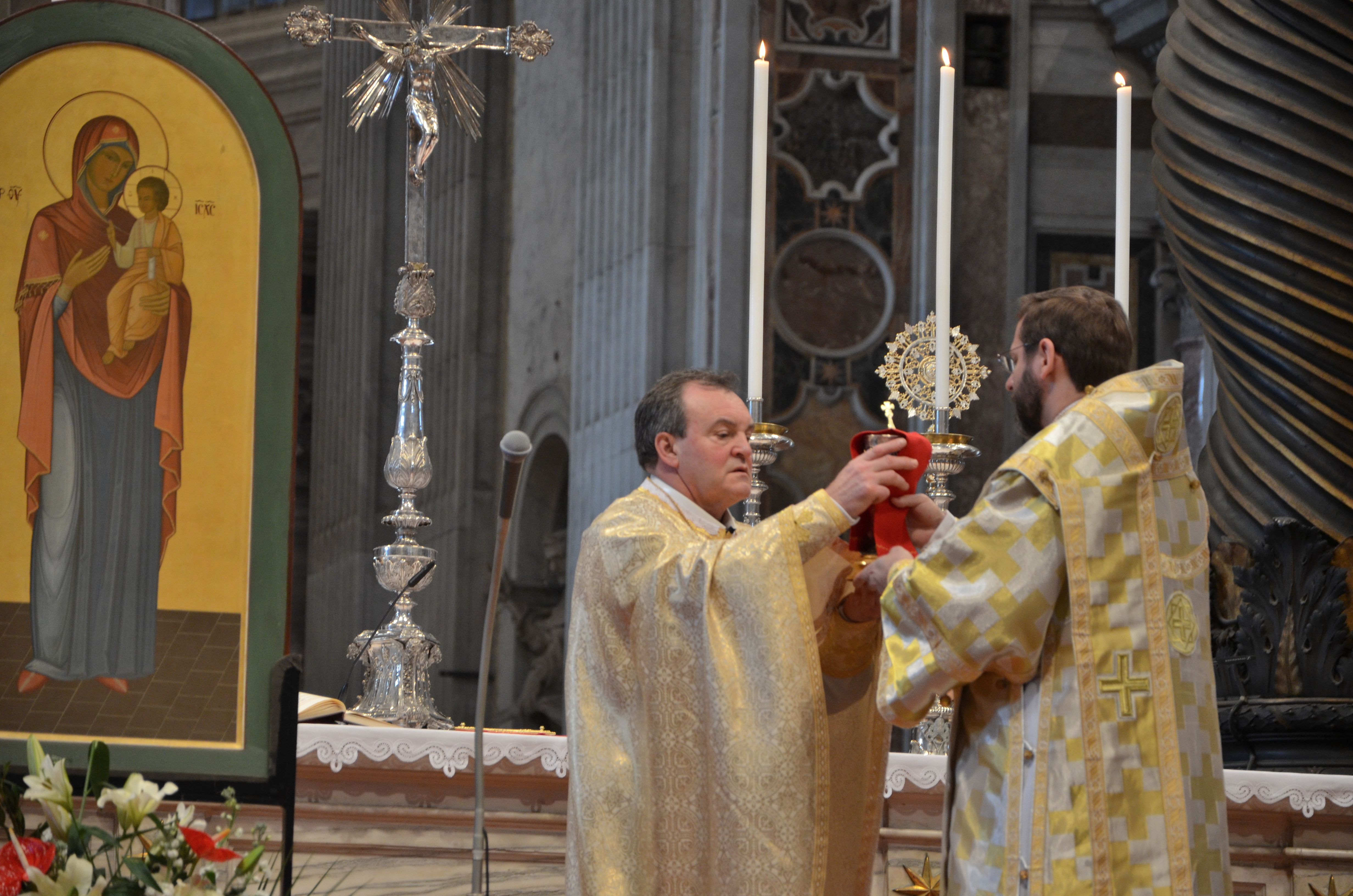
Genésio Viomar
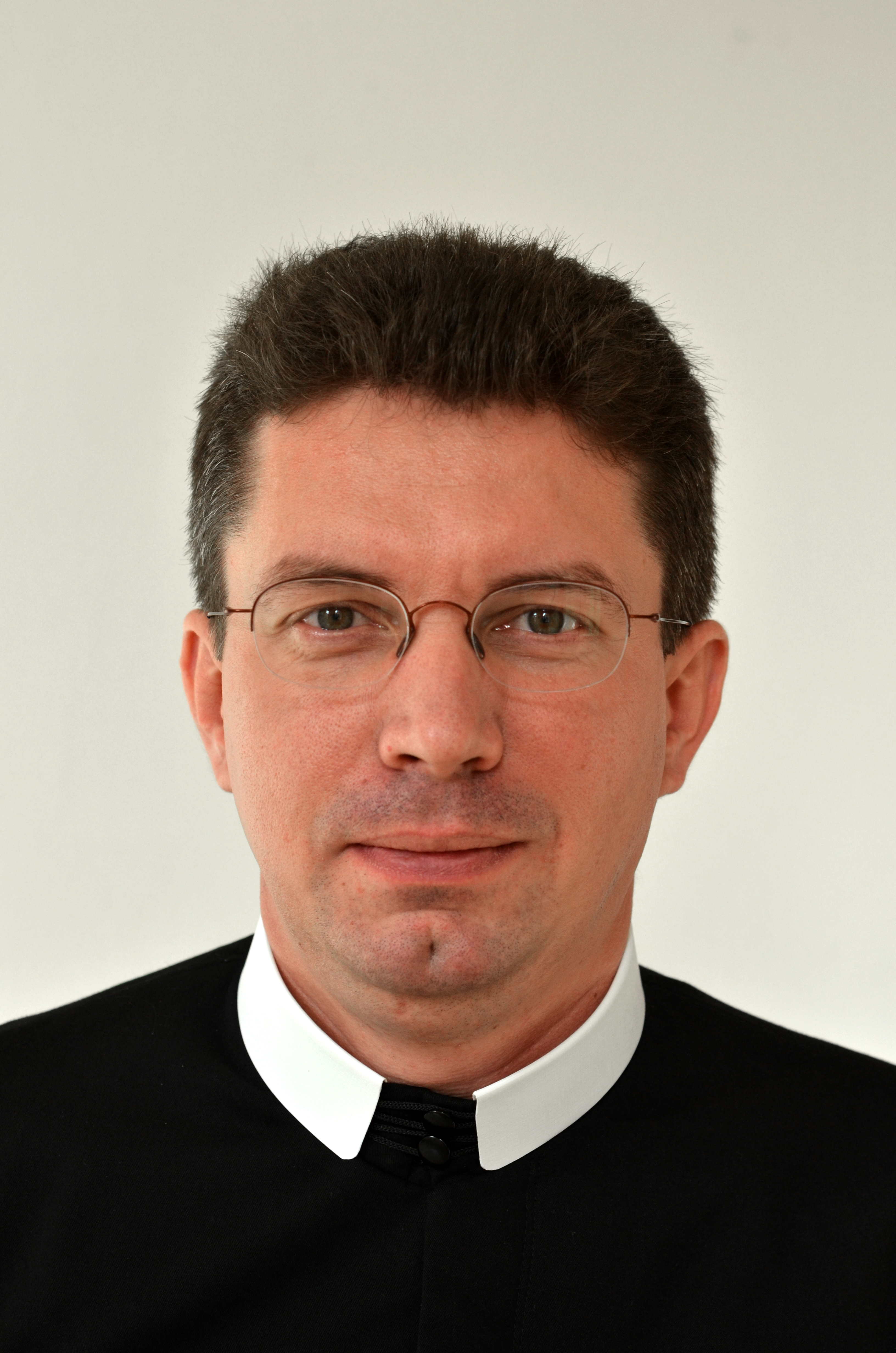
Robert Roman Lisseiko

## Lista de Superiores Provinciais (Proto-hegúmenos) da Ordem de São Basílio Magno no Brasil
Superior da Missão Canônica dos Padres Basilianos no Brasil
1. Pe. Marciano Szkirpan, OSBM (1905-1931)

Superiores da Vice-Província São José dos Padres Basilianos no Brasil
1. Pe. Eustáquio Turkovyd, OSBM (1931-1933)
2. Pe. Marciano Szkirpan, OSBM (1933-1939)
3. Pe. José Romão Martenetz, OSBM (1939-1948)

Superiores da Província São José dos Padres Basilianos no Brasil
1. Pe. José Romão Martenetz, OSBM (1948-1953)
2. Pe. Josafat João Roga OSBM, (1953-1959)
3. Pe. Pedro Paulo Baltzar, OSBM (1959-1964)
4. Pe. José Orestes Preima, OSBM (1964-1970)
5. Pe. Efraim Basílio Krevey, OSBM (1970-1972 - nomeado pelo Papa Paulo VI em 29 de novembro de 1971 como eparca-coadjutor de São João Batista em Curitiba dos Ucranianos, com a sé titular de Cafa)
6. Pe. Paulo Meron Kraiczyi, OSBM (1972-1982)
7. Pe. Teodoro Lademiro Haliski, OSBM (1982-1988)
8. Pe. Tarcísio Orestes Zaluski, OSBM (1988-1992)
9. Pe. Januário Basílio Prestavski, OSBM (1992-1996)
10. Pe. Domingos Miguel Starepravo, OSBM (1996-2004)
11. Pe. Basílio Koubetch, OSBM (2004 - eleito Protoarquimandrita)
12. Pe. Meron Mazur, OSBM (2004-2005 - nomeado pelo Papa Bento XVI em 21 de dezembro de 2005 como bispo-auxiliar da Eparquia de São João Batista em Curitiba dos Ucranianos, com a sé titular de Simitthu)
13. Pe. Teodoro Lademiro Haliski, OSBM (2006 – 2012)
14. Pe. Genésio Viomar, OSBM (2012 - eleito Protoarquimandrita)
15. Pe. Paulo Markiv, OSBM (2012-2016)
16. Pe. Antônio Royk Sobrinho, OSBM (2016-2020)
17. Pe. Antônio Zubek, OSBM (desde 2020)